# United States Army Rangers

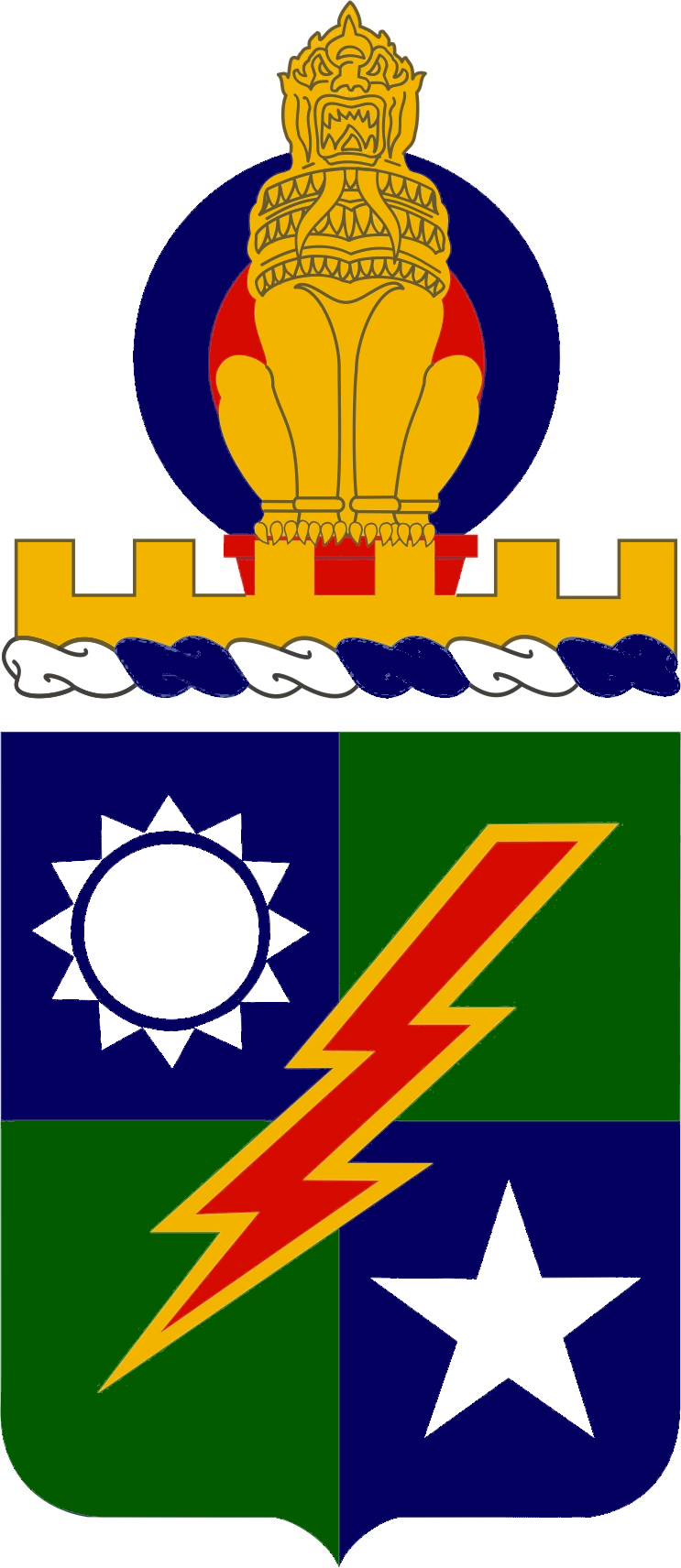
US Army Rangers vapensköld.

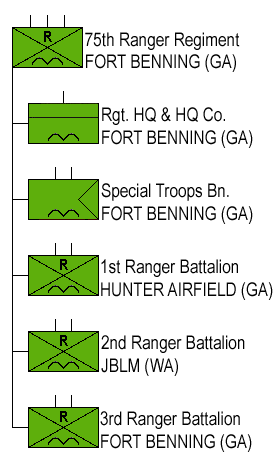
Organisationstablå för 75th Ranger Regiment.

United States Army Rangers är ett elitförband inom infanteriet i USA:s armé som påminner om de svenska jägarförbanden. Ranger-förbanden går traditionsmässigt tillbaka på sex bataljoner som sattes upp under andra världskriget. 1:a rangerbataljonen, den första av dessa bataljoner, sattes upp 19 juni 1942. I slaget om Cisterna som stod vid Cisterna di Latina 30 januari till 2 februari 1944 utplånades två av de först uppsatta rangerbataljonerna (1:a och 3:e) fullständigt av tyska fallskärmsjägare.
Rangerkompanier sattes därefter upp under Koreakriget och Vietnamkriget. Från 1974 har åter rangerbataljoner funnits och de idag existerande rangerförbanden är organiserade i 75th Ranger Regiment, som skapades 1986.